# Pellioditis pellioides
Pellioditis pellioides is een rondwormensoort uit de familie van de Rhabditidae. De wetenschappelijke naam van de soort is voor het eerst geldig gepubliceerd in 1873 door Otto Bütschli.